# Республика Абхазия

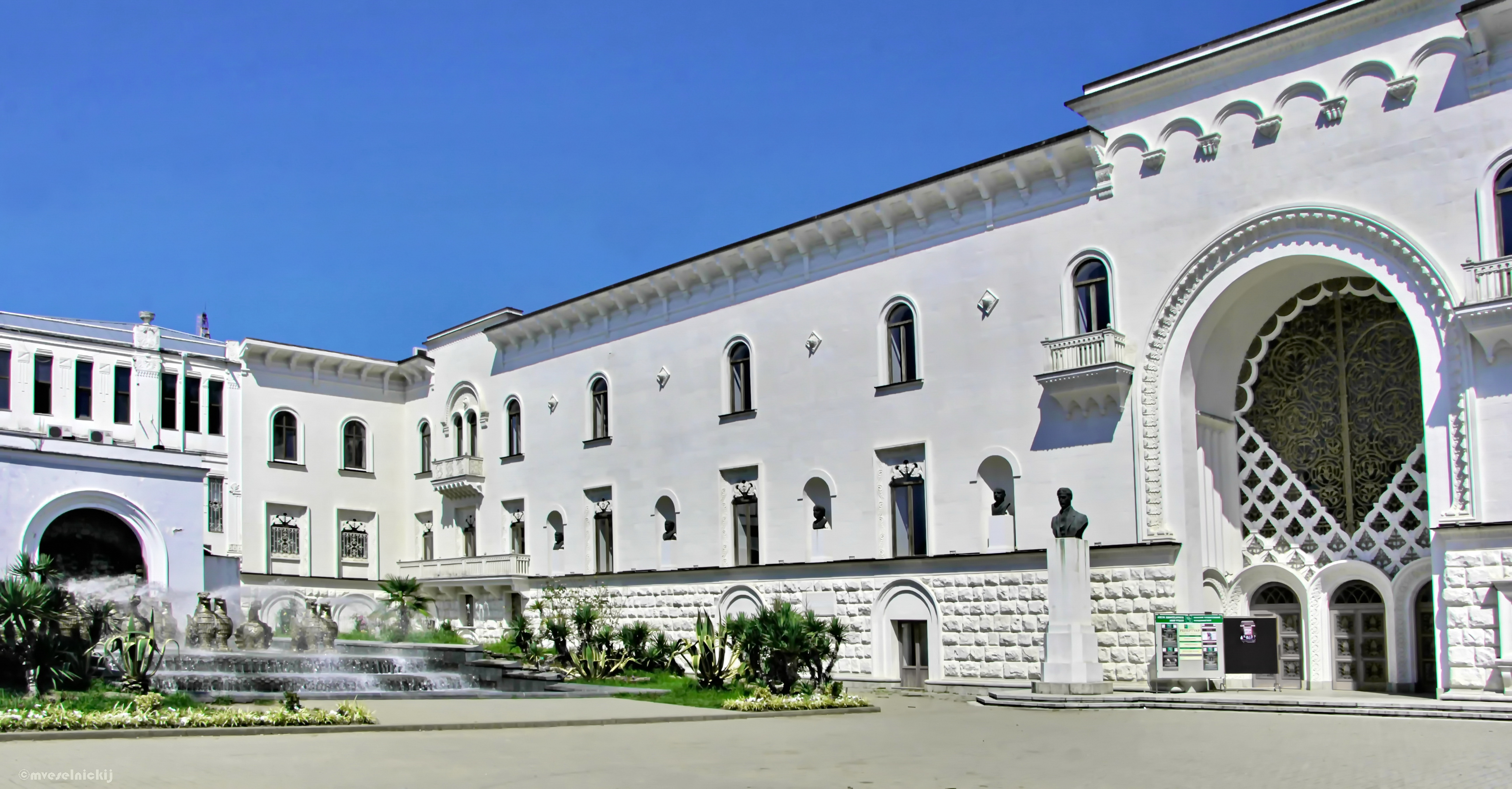
Абхазский Государственный драматический театр

Респу́блика Абха́зия (абх. Аԥсны Аҳәынҭқарра), также официально Аԥсны́ — частично признанное государство в Закавказье, провозглашённое на международно признанной территории Грузии в ходе грузино-абхазского конфликта.
Столица республики — город Сухум. Государственный язык — абхазский; русский язык, наряду с абхазским, признаётся языком государственных и других учреждений.
Независимость республики признана 5 государствами — членами ООН, включая Россию. В документах ООН Абхазия рассматривается как территория Грузии. Согласно законодательству Грузии, регион занимает оккупированная российскими вооружёнными силами Абхазская Автономная Республика.

## Этимология
Топоним «Абхазия» как имя собственное, обозначающее название региона, и этноним «абхазы» вошли в русский язык из грузинского наименования Абазгии и абазгов, одного из раннеабхазских племён, населявших территорию современной Абхазии со II века н. э.
Вплоть до середины XIX века в большинстве иностранных источников Абхазия именовалась страной Абазой, в России — Абезой (позже — Обезой), но постепенно эти экзонимы были вытеснены производным от грузинского апхазети русским топонимом «Абхазия». Через русский язык это название вошло в большинство других языков мира (англ. Abkhazia, фр. Abkhazie, нем. Abchasien).
Самоназвание Абхазии на абхазском языке — Аԥсны [апсны́] — слово с прозрачной этимологией: аԥс [апс] — корень самоназвания абхазов аԥсуаа [апсуаа], а ны — локативный суффикс; в итоге, название означает «страна апсов (абхазов)».

## История
В 1990 году Абхазская АССР была провозглашена суверенной Абхазской Советской Социалистической Республикой; современное название республики официально установлено 23 июля 1992 года.
Летом 1992 года усилились разногласия между Абхазией и грузинским руководством, главным образом по конституционному вопросу: в ответ на решение Военного Совета Грузии возвратиться к конституции Грузинской демократической республики 1921 года Верховный Совет Абхазии признал Конституцию Абхазской АССР 1978 года прекратившей своё действие и до принятия новой Конституции Абхазии объявил о восстановлении действия конституции (основного закона) Социалистической Советской Республики Абхазия 1925 года, содержавшей указание на договорные отношения Абхазии и Грузии.
Разногласия между абхазами, титульной нацией региона, и грузинами, которые были к тому моменту самым многочисленным этносом в регионе, привели к вооружённому конфликту. В ходе войны в Абхазии в регионе абхазские сепаратисты провели этнические чистки грузин и других народов, в результате которых около 5 тысяч людей погибли и до 250 тысяч человек были изгнаны из своих домов. Население Абхазии снизилось с 525 тысяч в 1989 году до 216 тысяч. 30 сентября 1993 года войска Грузии были вытеснены с территории Абхазии за реку Ингури.
Переговоры о мирном урегулировании велись с конца 1993 года под эгидой ООН. В Абхазию был введён миротворческий контингент СНГ, состоявший главным образом из российских военнослужащих. В апреле 1994 года в Москве представителями Абхазии и Грузии было подписано соглашение о мирном урегулировании.
Независимость республики провозглашена Верховным Советом Абхазии в новой конституции от 26 ноября 1994 года и в Акте от 12 декабря 1999 года, согласно итогам предшествовавшего референдума. Независимость не была признана ни руководством Грузии, которое считает Абхазию частью грузинской территории, ни, в то время, другими государствами-членами ООН.
После войны в Грузии в 2008 году, в ходе которой Россия воевала с Грузией на стороне абхазских и южноосетинских сепаратистов, 25 августа 2008 года Совет Федерации и Государственная дума России единогласно приняли обращения к президенту России с просьбой признать независимость Абхазии и Южной Осетии. 26 августа президент Дмитрий Медведев подписал указы о признании независимости Абхазии и Южной Осетии, «учитывая свободное волеизъявление осетинского и абхазского народов, руководствуясь положениями Устава ООН, декларацией 1970 года о принципах международного права, касающихся дружественных отношений между государствами, Хельсинкским Заключительным актом СБСЕ 1975 года, и другими основополагающими международными документами».
С 2009 года в Абхазии дислоцируется 7-я объединённая военная база Вооружённых сил Российской Федерации с численностью контингента до 4000 человек.
24 ноября 2014 года президенты России Владимир Путин и Абхазии Рауль Хаджимба подписали в Сочи Договор о союзничестве и стратегическом партнёрстве сроком на 10 лет, согласно которому создаётся общее оборонное пространство и совместная группировка войск с перспективой полной военно-политической интеграции двух государств. Было заявлено, что в 2015 году Россия в рамках нового договора о сотрудничестве выделит Абхазии 5 млрд руб., а на осуществление инвестиционной программы содействия социально-экономическому развитию Абхазии на 2015—2017 годы Россия выделяла по 4 млрд руб. ежегодно.
11 ноября 2024 года в Абхазии начались протесты. Исполняя требования оппозиции, президент Абхазии, Аслан Бжания, подал в отставку. По результатам прошедших в феврале-марте 2025 года выборов президентом стал Бадра Гунба.

## Государственное устройство
Республика Абхазия согласно конституции является суверенным, демократическим, правовым государством, народовластие является основой государственной власти.
Законодательная власть в Абхазии представлена Народным Собранием — парламентом, состоящим из 35 депутатов (рассматривается вопрос об увеличении их количества до 55), избираемых на 5 лет с помощью равного, всеобщего и прямого избирательного права, посредством тайного голосования.
По форме правления Абхазия — президентская республика. Исполнительная власть представлена Президентом Республики Абхазия, который является главой государства. Заместителем президента является вице-президент. Осуществлением исполнительной власти занят Кабинет министров, который формируется Президентом, является для него подотчётным органом. Парламент участия в формировании правительства не принимает, имея полномочия выражать недоверие отдельным членам правительства, однако, решение об отставке в любом случае принимает Президент.
Судебная власть представлена системой судов во главе с Верховным судом. Надзор за деятельностью судов осуществляет Генеральный прокурор Республики Абхазия и подчинённые прокуроры на местах.

## Международно-правовой статус
В 2019 году исследователь Пол Колстоу отмечал, что Абхазия находится в клиент-патронских взаимоотношениях с её патроном — Россией. Исследователь отмечает, что Абхазия способна преследовать свои собственные интересы, а Россия — допускать подобное, например, долгое нежелание Абхазии разрешить гражданам Российской Федерации покупать недвижимость в Абхазии.
В 2022 году исследователь Кристофер Берглунд отмечал, что после 2003 года представители России заняли ключевые посты в Абхазии, после чего Абхазия потеряла контроль над национальными институтами и возможность самостоятельно влиять на политику — важную характеристику молодых государств. Представители Российской Федерации управляют армией Абхазии и являются членами её Совета Безопасности, что делает Абхазию неспособной защитить свои национальные интересы, добавляя аргументы к представлению Абхазии как «марионетки» РФ. Присутствие кураторов из России в Абхазии подрывает претензии Абхазии на независимость и признание её независимости со стороны РФ.
С точки зрения международного права Республика Абхазия до 2008 года оставалась непризнанным государством, и практически всё международное сообщество продолжает рассматривать Абхазию как часть Грузии. Абхазия, где все необходимые государственные институты власти и управления были созданы ещё в середине 1990-х годов, в силу неурегулированности международно-правового статуса находится в глубокой финансово-экономической, военной и политической зависимости от Российской Федерации. Большинство населения Абхазии имеет российские паспорта (с 2000 года Россия стала активно предлагать жителям Абхазии своё гражданство и выдавать заграничные российские паспорта; по некоторым оценкам, уже к 2006 году такие паспорта получили более 80 % жителей).
На начало 2024 года республика признана пятью странами-членами ООН и двумя непризнанными и частично признанными государственными образованиями:

### Дипломатическое признание
Страны-члены ООН

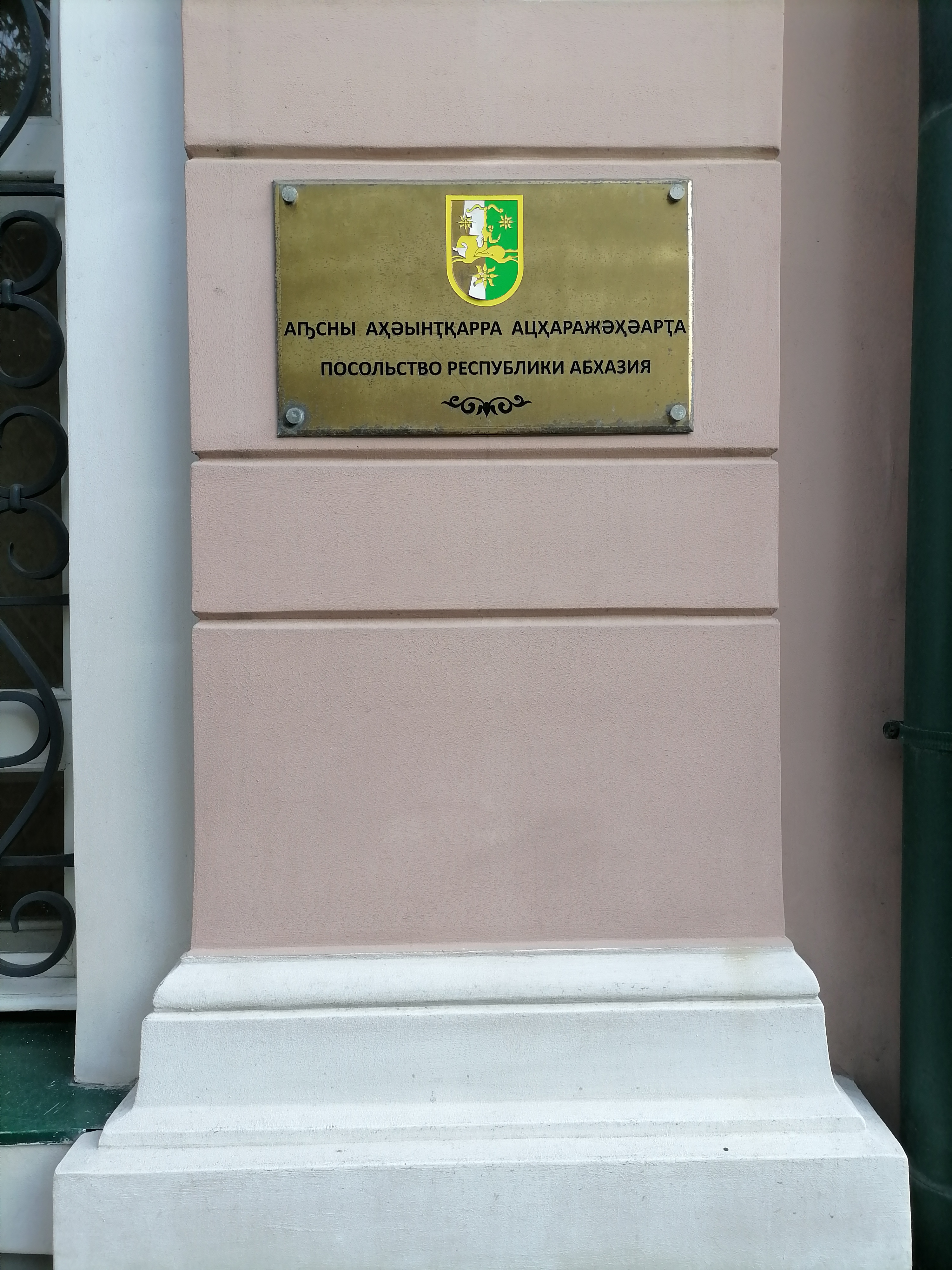
Табличка на здании посольства Абхазии в Москве

- Россия признала независимость Абхазии 26 августа 2008 года после вооружённого конфликта в Южной Осетии (2008).
- Никарагуа признала независимость Абхазии 5 сентября 2008 г.
- Венесуэла признала независимость Абхазии 10 сентября 2009 г.
- Науру признала независимость Абхазии 15 декабря 2009 г.[52]
- Сирия признала независимость Абхазии 29 мая 2018 г.[53]

Частично признанные и непризнанные государства
- Южная Осетия признала независимость Абхазии 17 ноября 2006 г.
- Приднестровская Молдавская Республика признала независимость Абхазии 17 ноября 2006 г.

Отозвавшие признание
- Тувалу — признало независимость Абхазии 18 сентября 2011 г., но отозвало своё признание 31 марта 2014 г.
- Вануату — признало независимость Абхазии 23 мая 2011 г., но отозвало своё признание 20 мая 2013 г.

## Население
Ко времени переписи 1989 года в СССР население Абхазии составляло 525 061 человек, из них абхазы — 95 853 человека.
В результате грузино-абхазского конфликта 1992—1993 годов численность населения Абхазии сократилась почти втрое. Согласно переписи, проведённой в 2003 году, численность населения Абхазии составляет 215 972 человека, однако, по данным грузинских властей, рассматривающих Абхазию как часть Грузии, численность населения Абхазии составила около 179 тысяч в 2003 году и 178 тысяч в 2005 году.
Согласно переписи населения Абхазии, проведённой в 2011 году, численность населения составила 240 705 человек. Численность абхазов в Абхазии по этой же переписи достигла 122,1 тысячи человек или 50 % населения республики. Всего сейчас в Абхазии проживают представители 67 различных народов.
На 1 января 2016 года, по данным Управления государственной статистики Абхазии, численность населения составляла 243 564 человека. Самыми многочисленными в стране остаются абхазы — 124,5 тысячи человек (более 51 %). Значительную долю населения составляют также следующие народы: грузины — 43,5 тысячи человек (почти 18 %), армяне — 41,9 тысяча человек (более 17 %), русские — 22,3 тысячи человек (более 9 %).
Подавляющему большинству нынешнего населения со стороны России было предоставлено российское гражданство ещё до официального признания Абхазии. В качестве оснований для таких решений российские власти ссылались на пункт «б» части 1 статьи 14 Федерального закона «О гражданстве» Российской Федерации, утверждая, что эти жители Абхазии не получили гражданства Грузии и остаются лицами без гражданства.
Большинство грузинского населения (от 200 до 250 тысяч человек) было вынуждено покинуть Абхазию в результате вооружённого конфликта начала 1990-х гг. и этнических чисток, проводившихся во время и после конфликта. По состоянию на 2008 год, часть беженцев (около 45 тысяч) вернулась на места своего прежнего проживания, в основном, в Гали.

### Языки
Государственный язык Абхазии — абхазский — один из абхазо-адыгских языков с письменностью на кириллице; русский язык, наряду с абхазским, признаётся языком государственных и других учреждений.

## Вооружённые силы
Вооружённые силы Абхазии состоят из сухопутных войск, военно-воздушных и военно-морских сил.

## Административное деление
| Район | Центр, города         | Посёлки и крупные сёла (центры сельских администраций) |
| --- | --------------------- | --- |
| Гагрский район | Гагра, Пицунда        | пгт: Бзыпта, Цандрыпш; сёла: Алахадзы, Амзара, Багрыпста, Гячрыпш, Лдзаа, Махадыр, Мкялрыпш, Псахара, Хашпсы, Хышхарыпш. |
| Гудаутский район | Гудаута, Новый Афон   | пгт: Мысра (Мюссера), сёла: Аацы, Абгархук, Амжикухуа, Анхуа, Ачандара, Бармыш, Блабырхуа, Джирхуа, Дурипш, Звандрипш, Калдахуара, Куланырхуа, Лыхны, Мгудзырхуа, Мцара, Отхара, Псырдзха, Хуап, Хыпста, Цкуара (Арсаул).                                             |
| Сухумский район | Сухум                 | сёла: Акапа, Баслата, Гума, Гумиста, Дзыгута, Псху, Эшера, Верхняя Эшера, Яштхуа. |
| Гулрыпшский район | Гулрыпш (пгт)         | пгт: Агудзера (в составе пгт Гулрыпш), сёла: Ажара, Бабышира, Багмаран, Дранда, Кацикыт, Мачара, Мархяул, Пшап, Цабал. |
| Очамчырский район | Очамчыра              | сёла: Адзюбжа, Акуаскиа, Араду, Аракич, Арасадзых, Атара, Атара-Армянская, Ачгуара, Баслаху, Гудава, Гуп, Гуада, Джгерда, Илор, Кындыг, Кочара, Кутол, Лабра, Меркула, Мокуа, Отап, Охурей, Пакуаш, Река, Тамыш, Тхина, Члоу, Шашалат.                                |
| Ткварчельский (Ткуарчалский) район1 | Ткварчели (Ткуарчал)1 | сёла: Агубедиа, Первая Бедиа, Бедиа, Гумрыш, Махур, Окум, Первый Гал, Речху, Ткуарчал, Царча, Чхуартал. |
| Гальский (Галский) район1 | Гали (Гал)1           | сёла: Алакумхара (Лекухона), Верхний Баргеби, Нижний Баргеби, Гагида, Ганахлеба (Марчхапон), Дихазурга, Махунджиа, Набакеви, Отобая Первая, Отобая Вторая, Папынрхуа (Саберио), Пичори, Приморск, Ряп (Репо-Эцери), Сида, Тагилони (Таглан), Чубурхинджи, Шашиквара . |
| 1Вне скобок указаны названия согласно «Инструкции по русской передаче географических названий Абхазской АССР» (М., 1977), применяемой ФСГРКК России (Росреестр) (см. 1 и 2). В скобках указаны названия, применяемые в русском языке Правительством Республики Абхазия. |                       | |

Город Сухуми — столица республики, имеет статус города республиканского значения, отдельного от одноимённого района. По состоянию на октябрь 2012 года в Абхазии расположено 8 городов, 4 посёлка городского типа и 105 сельских администраций (сёл).

## Экономика и финансы
По данным управления государственной статистики Республики Абхазия, в 2014 году ВВП страны составил 27 552,3 млн руб. и вырос, по сравнению с 2013 годом, на 11,1 %. Как и ранее, в структуре ВВП основной удельный вес занимали строительство (25,0 %), торговля (22,2 %), промышленность (8,1 %), связь (4,9 %) и сельское хозяйство (4,8 %).
В качестве денежной единицы применяется российский рубль.
Государственные финансы состоят из:
1. государственного бюджета (республиканского бюджета и местных бюджетов — г. Сухуми и районов);
2. системы государственных внебюджетных фондов[19].

Согласно Закону РА «О Государственном бюджете Республики Абхазия на 2014 год (с учётом изменений)» Государственный бюджет составил: по доходам 8605,8 млн руб.; по расходам 8795,0 млн руб.; превышение расходов над доходами (дефицит) 189,2 млн руб. Собственные доходы Госбюджета за 2014 год составили 2988,3 млн руб. (35,7 %). Значительная часть средств была получена от Российской Федерации на осуществление инвестиционной программы, финансовую помощь и др.

### Туризм
Туризм — одна из основ всей экономики Абхазии. Развит пляжный туризм, в меньшей степени горный. Подавляющая часть пансионатов, санаториев и домов отдыха остались от СССР. Большинство туристов, посещающих Абхазию, являются россиянами.

### Виноделие
Работают мелкие заводы по производству вина (около 20 марок), водки, коньяка, ликёров, открываются дегустационные залы на туристических маршрутах. Винодельные заводы Сухуми, Гудауты и других городов не работают (кроме пришедшей в 2005 году на рынок компании «Вина и воды Абхазии»). В основном вино производится кустарным способом в домашних условиях. Большая часть абхазских вин на российском рынке произведены из виноматериалов, изготовленных вне территории Абхазии.

## Транспорт, инфраструктура, связь

### Авиатранспорт
Несмотря на наличие восстановленного аэропорта в Сухуми, регулярные авиаперевозки практически не осуществляются, кроме рейса на Ан-2 в Псху. Причиной является непризнание Абхазии как независимого государства со стороны стран-участниц ИАТА. Опасение санкций этой организации делает невозможными рейсы российских авиакомпаний. Действует Аэродром в Пицунде, осуществляющий учебные и туристические полёты. Близ города Гудаута располагается аэродром совместного базирования Бамбоура. Входит в регион полетной информации — Тбилиси.

### Железнодорожный транспорт
В 1992 году было создано Республиканское унитарное предприятие «Абхазская железная дорога» (АЖД). Компания занимается обслуживанием и эксплуатацией путевого хозяйства, железнодорожных станций и подвижного состава на всей территории Республики Абхазия.
По состоянию на август 2017 года действует электрифицированный участок от платформы Псоу на границе с Российской Федерацией до станции Сухум. На участке налажено грузовое и пассажирское движение. Единственным пассажирским железнодорожным перевозчиком на линии является ОАО РЖД. Все пассажирские поезда российского формирования. 1 мая 2025 года начал курсировать туристический электропоезд ЭП2ДМ «Диоскурия» по маршруту Имеретинский Курорт— Сухум с остановками на станциях Абаата, Гагрыпш, Гагра, Бзыбта, Гудаута, Псырцха и Новый Афон и таможенным и пограничным контролем в поезде на станциях Веселое (Россия) и Цандрипш (Абхазия). Современный четырёхвагонный поезд РЖД оборудован системами климат-контроля с обеззараживанием воздуха, разъёмами для подзарядки мобильных устройств, экологически чистыми туалетными комнатами, инфраструктурой для маломобильных пассажиров и условиями для перевозки домашних питомцев.
Тяга пассажирских составов осуществляется подразделениями ОАО РЖД. Это, как правило, тепловозы: 2ТЭ116У, 2ТЭ10М и ЧМЭ3Т, приписанные к ТЧЭ-8 Кавказская, ТЧЭ-12 Краснодар или к ТЧЭ-16 Туапсе — Северо-Кавказской железной дороги.
На станциях Цандрыпш, Гагра, Гудаута, Новый Афон, Сухум работают билетные кассы, подключённые к автоматизированной системе управления резервированием пассажирских мест «Экспресс».
Железнодорожное полотно на участке от Сухум со станции Ачгуара до станции Ингири было повреждено или разобрано в 1990-х годах. В 2015 году железнодорожными войсками РФ проводились работы по его восстановлению.
На ветке Очамчыра — Ткуарчал осуществляется грузовое движение. Участок используется для доставки угля из Ткуарчала в порт Очамчира.
Эксплуатацией и обслуживанием локомотивного хозяйства занимается единственная в Абхазии тяговая часть — ТЧ-1, расположенная в городе Сухуми. Весь подвижной состав находится в изношенном состоянии и требует списания либо капитального ремонта.
Устройства сигнализации, централизации и блокировки работают частично, координация движения осуществляется посредством радиосвязи.
Вокзалы на станциях Абхазской железной дороги разрушаются и требуют ремонта и реконструкции. Руководством республики и дороги предпринимаются усилия по восстановлению станционных зданий и сооружений, привлекаются инвесторы. Однако требуются значительные капиталовложения, которых у республики пока нет.

### Морской транспорт
17 сентября 2009 года было возобновлено морское пассажирское сообщение между Абхазией и Россией. С августа 2010 года уже на регулярной основе было возобновлено морское сообщение между российским городом Туапсе и абхазским городом Гагрой.

### Банковская сфера
Национальный банк Республики Абхазия (Банк Абхазии) — центральный банк Республики Абхазия. Национальный банк Абхазии является органом надзора за банками и иными кредитными организациями, обладающими лицензиями Национального банка Абхазии. Правовой статус и функции Национального банка определены Законом Республики Абхазия.
По состоянию на начало 2015 года, в Абхазии действовало 9 кредитных организаций.

### Сотовая связь
Сотовая связь стандарта GSM доступна в большинстве населённых пунктов Абхазии. С 2003 по 2007 годы единственным сотовым оператором на территории республики была сотовая компания Aquafon, аффилированная с российским «МегаФоном». С 2007 года начал работу сотовый оператор «А-Мобайл» (совместное предприятие правительства и группы абхазских инвесторов). На территории от российской границы до Гагры также возможен приём сигнала российских операторов «МТС», «Билайн», «МегаФон» и Tele2. Сотовая связь в республике отличается высокой стоимостью. Туристические SIM-карты в сетях Абхазии не работают.

## Государственные праздники
Праздничные нерабочие дни:
- 1 и 2 января — Новый год;
- 7 января — Рождество Христово;
- 14 января — Ажьырныхуа-Хечхуама (День сотворения мира, обновления);
- 8 марта — Международный женский день;
- 1 мая — Праздник труда;
- 9 мая — День Победы;
- 30 сентября — День освобождения Республики Абхазия (годовщина победы в 1993 году в грузино-абхазской войне);
- 26 ноября — День Конституции Республики Абхазия;

Праздничные рабочие дни:
- 23 июля — День Флага Республики Абхазия;
- 26 августа — День признания независимости Республики Абхазия[75];
- 11 октября — День Вооружённых Сил Республики Абхазия.

Памятные рабочие дни:
- 21 мая — День памяти жертв Кавказской войны и насильственного выселения горских народов Кавказа;
- 23 мая — День Святого Апостола Симона Канонита;
- 14 августа — День памяти защитников Отечества.

## Средства массовой информации

### Телевидение
В Абхазии осуществляют вещание несколько российских каналов, а также АГТРК и «Абаза ТВ». Доступа к грузинскому телевидению практически нет, кроме спутникового.
Общедоступные телеканалы являются обязательными для распространения на всей территории Республики Абхазия и бесплатными для потребителей. Эфирная наземная трансляция общедоступных обязательных телеканалов на всей территории Абхазии осуществляется совместным абхазско-российским предприятием «Экран».

### Радио
В Абхазии осуществляют вещание российские и местные радиостанции. Среди местных — Рио Рита, Радио Спутник — Абхазия, Абхазское радио. Ранее в республике вещали Хара Храдио, Радио SOMA.
Сухуми:
| Частота (МГц, кГц) | Название                    |
| ------------------ | --------------------------- |
| 101.1              | Europa Plus                 |
| 101.9              | Рио Рита                    |
| 103.2              | Радио Спутник — Абхазия     |
| 103.7              | Абхазское радио / Авторадио |
| 106.5              | Первое радио                |
| 1350               | Абхазское радио / Авторадио |

Гагра:
| Частота (МГц, кГц) | Название                    |
| ------------------ | --------------------------- |
| 101.3              | Радио Спутник — Абхазия     |
| 107.1              | Абхазское радио / Авторадио |

Гудаута:
| Частота (МГц, кГц) | Название                    |
| ------------------ | --------------------------- |
| 105.9              | Абхазское радио / Авторадио |

### Печатные издания
В республике издаются газеты «Республика Абхазия», «Эхо Абхазии», «Нужная газета», «Айдгылара», «Форум», ««Чегемская правда»», «Новый День», «Бзыбь» («Апсадгьыл Апсны»), «Гагрский Вестник», «Вечерняя Пицунда» и другие.
Около 300 наименований научных журналов по основным отраслям науки представляется ежегодно в Сухуми на выставке российских научных периодических изданий. Крупными издательствами журналов являются Академиздатцентр «Наука» РАН, «Медицина-Здоровье», «Фолиум», «Династия», «Бионика», «Школьная Пресса», «Первое сентября», издательство Московского государственного университета, «Юридическая периодика», «Перспектива», «Эдипресс-Конлига».
Журналы «Амцабз», «Абхазия», «Фатима», «Абаза».
Абхазия выпускает свои почтовые марки. Действует государственное информационное агентство Республики Абхазия «Апсныпресс».

## Образование
После войны 1992—1993 годов Абхазия перешла на российские стандарты образования.
Из 169 общеобразовательных школ, 149 — средних, 15 — неполных средних и 5 — начальных. В республике 129 сельских школ и 40 городских, где работают 3506 преподавателей. По данным министерства образования, в Абхазии насчитывается 25 840 учащихся. В республике работают 63 абхазские, 51 русская, 39 армянских, 17 абхазо-русских и одна русско-армянская школы.
В Гальском районе 12 школ, десять из которых — сельские. Помимо школ, в республике работают 23 дошкольных учреждения, где воспитываются 2294 детей. В республике функционируют Сухумский лицей-интернат, Калдахуарский и Тамышский интернаты, Гагрский «Башаран-колледж». В Сухуми работают две общеобразовательные частные школы «Альфа» и «Свет».
В Абхазии два высших учебных заведения: Абхазский государственный университет и Сухумский открытый институт. В 2010 году студентами Абхазского государственного университета стали 530 абитуриентов, а в Сухумский открытый институт поступили 140 человек.

## Культура

### Национальные праздники
В число народных праздников входят:
- Ажирныхва — Абхазы встречают Новый Год целых два раза: один вместе с большинством стран мира в первый день года по григорианскому календарю, а второй раз — по-абхазски в ночь с 31 декабря (13 января) на 1 января (14 января) (первый день года согласно юлианскому календарю). «Абхазский новый год» называется Ажирныхва. Это официальный праздник и нерабочий день с 1994 года. В течение трёх дней когда празднуется Ажирныхва, нельзя ругаться и заниматься сельскохозяйственными делами.
- Нанхуа — день Успения Пресвятой Богородицы, который по особенному встречается в Абхазии, на этом христианском празднике у абхазов происходит слияние с традиционными мифическими элементами, восточные жители Абхазии прыгают через костёр, а западные «общаются» с духами[81].
- Ацуныха — традиционный праздник урожая, отмечаемый в основном на западе Абхазии.